# カストロ・カルデーラス

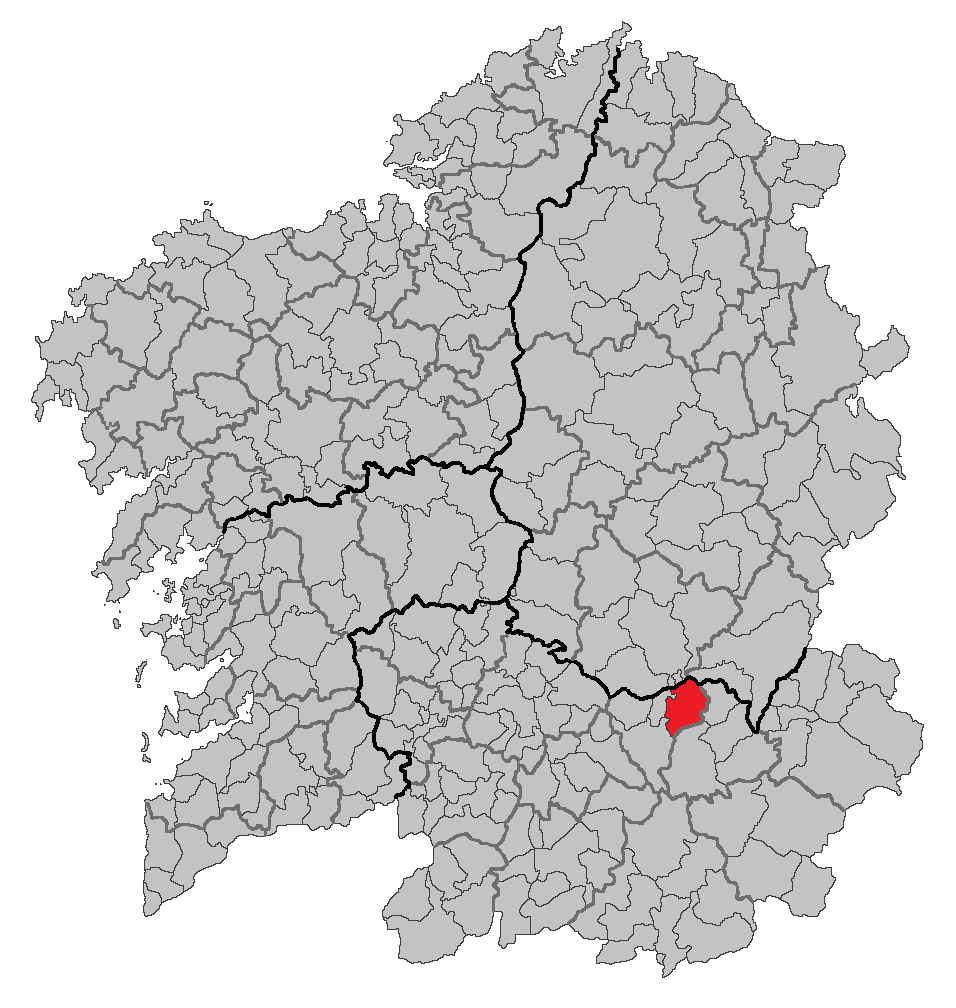

カストロ・カルデーラス（Castro Caldelas）はスペイン、ガリシア州、オウレンセ県の自治体で、コマルカ・ダ・テーラ・デ・カルデーラスの歴史的中心で、現在も同コマルカの中心的自治体である。またリベイラ・サクラ地域に位置する。住民呼称はcaldelao/-lá。
ガリシア語話者の自治体住民に占める割合は98.25％（2001年）。

## 地理
カストロ・カルデーラスはオウレンセ県の北部に位置し、コマルカ・ダ・テーラ・デ・カルデーラスに属する。東はサン・ショアン・デ・リオと、南はチャンドレーシャ・デ・ケイシャと、西はモンテデラーモとア・テイシェイラと、北はルーゴ県のリバス・デ・シル、ソベール、モンフォルテ・デ・レモスの各自治体と隣接、中心地区はカストロ・カルデーラス教区のカストロ・カルデーラス地区。

### 人口
人口は16の教区の86の集落に分散している。
| カストロ・カルデーラスの人口推移 1900－2010             |
|                                                         |
| 出典:INE（スペイン国立統計局）1900年 - 1991年、1996年 - |

## 政治
自治体首長はガリシア社会党（PSdeG-PSOE）のエラディオ・オソーリオ・カストロ（Eladio Osorio Castro）、自治体評議員はガリシア社会党：6、ガリシア国民党（PPdeG）:3となっている（2007年の自治体選挙の結果、得票順）。

## 教区
カストロ・カルデーラスは16の教区に分けられる。太字は自治体の中心地区のある教区。
- アライス（サン・ペドロ）
- オ・ブルゴ（サン・ペドロ）
- カンバ（サン・ショアン）
- カストロ・カルデーラス（サン・セバスティアン）
- フォルゴーソ（サンティアーゴ）
- マサイラ（サンタ・マリーア）
- パラデーラ（サン・ビセンソ）
- ペドロウソス（サン・マメーデ）
- ポボエイロス（サン・ショアン）
- サン・パイオ・デ・アベレーダ（サン・パイオ）
- サンタ・テグラ・デ・アベレーダ（サンタ・テグラ）
- サス・デ・ペネーラス（サン・フィス）
- トラバーソス（サンタ・オライア）
- トロンセーダ（サンティアーゴ）
- ビラマイヨール・デ・カルデーラス（サンタ・マリーア）
- ビミエイロ（サン・ショアン）